# 春日村立六合中学校
春日村立六合中学校（かすがそんりつろくごうちゅうがっこう）は、かつて岐阜県揖斐郡春日村（現・揖斐川町）にあった公立中学校。

## 概要
- 春日村の東部（現在の春日六合）が校区であった。1964年、中央中学校、美束中学校と統合。春日中学校の新設により廃校。
- 校舎は六合小学校と共用であった。廃校後は校舎は六合小学校の校舎となった。

## 沿革
- 1948年（昭和23年）4月1日 - 春日中学校〈旧〉から分立し、春日村立中央中学校として開校。六合小学校に併設。校舎は六合小学校の南舎の一部を使用。
- 1955年（昭和30年）4月5日 - 新校舎が完成（六合小学校と共用）。
- 1964年（昭和39年）
  - 2月18日 - 村議会で統合中学校設立案が議決される。
  - 3月31日 - 中央中学校、美束中学校を統合し、春日中学校の新設により廃校。
  - 4月1日 - 春日中学校六合分教室となる。
- 1965年（昭和40年）3月31日 - 中央小学校に春日中学校の仮の統合校舎が完成。六合分教室を廃止。